# Walt Hoban
Walt Hoban, ou Walter Hoban, est un dessinateur, scénariste et réalisateur américain né en 1890 à Philadelphie (États-Unis) et mort le 22 novembre 1939. Il est l'auteur de la série de comics Jerry on the Job (en) (1913-1931), adaptée en dessin animée dans les années 1920.

## Biographie
Walter Hoban a commencé sa carrière avec des petits boulots dans le journal The North American, dans l'espoir de devenir journaliste. Son travail consistait à dessiner des gags sportifs.. En 1912, il rejoint le New York Journal, où il crée rapidement sa véritable première bande dessinée Jerry On The Job, qui devient très populaire.

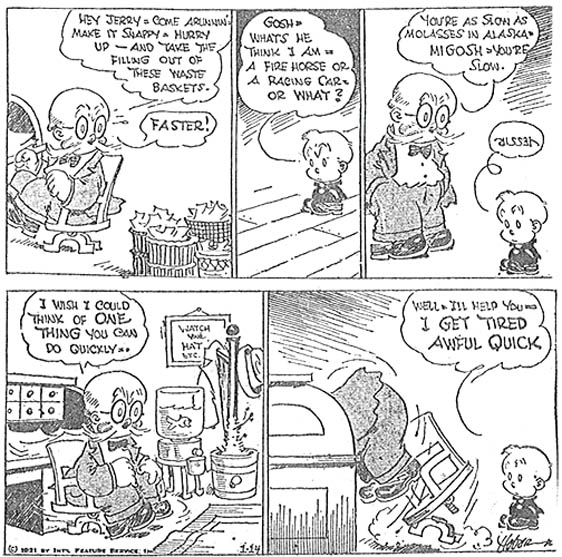
Une planche de ' (1921).

Dans les années 1930, Hoban décide de créer une autre bande dessinée nommée Needlenose Noonan qui a été publiée sur la page du dimanche avec une autre de ses créations, Discontinued Storie. Aucune de ces bandes dessinées n'a atteint le succès souhaité. Il mourut en 1939, à l'âge de 49 ans.

## Filmographie sélective

### comme réalisateur
- 1920 : Tale of a Wag
- 1920 : The Bomb Idea

### comme scénariste
- 1920 : Tale of a Wag
- 1920 : The Bomb Idea